# Danh sách giải thưởng và đề cử của Cha Eun-woo
Lee Dong-min (Hangul: 이동민, sinh ngày 30 tháng 3 năm 1997), còn được biết đến với nghệ danh Cha Eun-woo (Hangul: 차은우), là một nam ca sĩ, người mẫu và diễn viên người Hàn Quốc. Anh là thành viên của nhóm nhạc nam Astro do Fantagio thành lập và quản lý.

## Giải thưởng

### APAN Music Awards
| Năm  | Hạng Mục                       | Tác Phẩm Đề Cử | Kết Quả | Ghi Chú |
| ---- | ------------------------------ | -------------- | ------- | ------- |
| 2020 | Entertainer of the Year – Male |                | Đề cử   | [ 1 ]   |

### APAN Star Awards
| Năm  | Hạng mục                                | Tác phẩm đề cử | Kết quả | Chú thích |
| ---- | --------------------------------------- | -------------- | ------- | --------- |
| 2023 | Excellence Award, Actor in a Miniseries | Island         | Đề cử   |           |

### Asia Artist Awards
| Lần | Năm  | Hạng Mục                 | Tác Phẩm Đề Cử | Kết Quả   | Ghi Chú |
| --- | ---- | ------------------------ | -------------- | --------- | ------- |
| 3   | 2018 | Rising Star Award        | Gangnam Beauty | Đoạt giải | [ 2 ]   |
| 6   | 2021 | Popularity Award - Actor |                | Đề cử     | [ 3 ]   |
| 6   | 2021 | Emotive Award - Actor    | True Beauty    | Đoạt giải | [ 4 ]   |
| 7   | 2022 | Popularity Award - Actor |                | Đề cử     | [ 5 ]   |

### Blue Dragon Series Awards
| Năm  | Hạng Mục              | Tác Phẩm Đề Cử | Kết Quả   | Ghi Chú |
| ---- | --------------------- | -------------- | --------- | ------- |
| 2023 | Best New Actor        | Island         | Đề cử     |         |
| 2023 | Popularity Star Award |                | Đoạt giải |         |

### Brand Customer Loyalty Awards
| Năm  | Hạng Mục             | Tác Phẩm Đề Cử | Kết Quả   | Ghi Chú |
| ---- | -------------------- | -------------- | --------- | ------- |
| 2021 | Best Male Idol-Actor |                | Đoạt giải | [ 6 ]   |
| 2023 | Best Male Idol-Actor |                | Đoạt giải | [ 7 ]   |

### Brand Of The Year
| Năm  | Hạng Mục                      | Tác Phẩm Đề Cử | Kết Quả   | Ghi Chú |
| ---- | ----------------------------- | -------------- | --------- | ------- |
| 2021 | Male Actor of the Year (Idol) |                | Đoạt giải | [ 8 ]   |
| 2023 | Male Actor of the Year (Idol) |                | Đoạt giải |         |

### HallyuTalk Awards
| Năm  | Hạng Mục               | Tác Phẩm Đề Cử | Kết Quả   | Ghi Chú |
| ---- | ---------------------- | -------------- | --------- | ------- |
| 2023 | Star of the Year Award |                | Đoạt giải |         |

### Indonesian Television Awards
| Năm  | Hạng Mục                           | Tác Phẩm Đề Cử | Kết Quả   | Ghi Chú |
| ---- | ---------------------------------- | -------------- | --------- | ------- |
| 2018 | Special Award – Person of the Year |                | Đoạt giải | [ 9 ]   |

### iQiyiEntertainment Awards
| Năm  | Hạng Mục            | Tác Phẩm Đề Cử | Kết Quả   | Ghi Chú |
| ---- | ------------------- | -------------- | --------- | ------- |
| 2019 | Most Charming Actor | Gangnam Beauty | Đoạt giải |         |

### Korea Drama Awards
| Năm  | Hạng Mục          | Tác Phẩm Đề Cử | Kết Quả   | Ghi Chú |
| ---- | ----------------- | -------------- | --------- | ------- |
| 2018 | Best New Actor    | Gangnam Beauty | Đoạt giải | [ 10 ]  |
| 2018 | Hallyu Star Award | Gangnam Beauty | Đoạt giải | [ 10 ]  |

### Korea First Brand Awards
| Năm  | Hạng Mục                    | Tác Phẩm Đề Cử | Kết Quả   | Ghi Chú |
| ---- | --------------------------- | -------------- | --------- | ------- |
| 2019 | Male Idol-Actor Award       | Gangnam Beauty | Đoạt giải | [ 11 ]  |
| 2019 | Male Commercial Model Award |                | Đoạt giải | [ 11 ]  |

### MBC Drama Awards
| Năm  | Hạng Mục                                                    | Tác Phẩm Đề Cử                 | Kết Quả   | Ghi Chú       |
| ---- | ----------------------------------------------------------- | ------------------------------ | --------- | ------------- |
| 2016 | Rookie Award in Music/Talk Show – Male                      | Show! Music Core               | Đề cử     |               |
| 2017 | Rookie Award in Show/Sitcom – Male                          | Show! Music Core               | Đề cử     |               |
| 2019 | Excellence Award for an Actor in a Wednesday-Thursday Drama | Rookie Historian Goo Hae-ryung | Đoạt giải | [ 12 ] [ 13 ] |
| 2019 | Best Couple Award (với Shin Se-kyung)                       | Rookie Historian Goo Hae-ryung | Đoạt giải | [ 12 ] [ 13 ] |
| 2023 | Top Excellence Award, Actor in a Miniseries                 | A Good Day to Be a Dog         | Đề cử     |               |
| 2023 | Best Couple Award (với Park Gyu-young)                      | A Good Day to Be a Dog         | Đề cử     |               |

### MTV Video Music Awards Japan
| Năm  | Hạng Mục          | Tác Phẩm Đề Cử | Kết Quả   | Ghi Chú |
| ---- | ----------------- | -------------- | --------- | ------- |
| 2023 | Global Icon Award |                | Đoạt giải |         |

### MTN Broadcast Advertising Festival
| Năm  | Hạng Mục           | Tác Phẩm Đề Cử | Kết Quả   | Ghi Chú |
| ---- | ------------------ | -------------- | --------- | ------- |
| 2017 | CF Male Star Award |                | Đoạt giải | [ 14 ]  |

### Newsis K-EXPO Cultural Awards
| Năm  | Hạng Mục                             | Tác Phẩm Đề Cử | Kết Quả   | Ghi Chú |
| ---- | ------------------------------------ | -------------- | --------- | ------- |
| 2020 | Seoul Tourism Organization CEO Award |                | Đoạt giải | [ 15 ]  |

### SBS Entertainment Awards
| Năm  | Hạng Mục     | Tác Phẩm Đề Cử | Kết Quả   | Ghi Chú |
| ---- | ------------ | -------------- | --------- | ------- |
| 2020 | Rookie Award |                | Đoạt giải | [ 16 ]  |

### SoompiAwards
| Năm  | Hạng Mục                              | Tác Phẩm Đề Cử | Kết Quả   | Ghi Chú |
| ---- | ------------------------------------- | -------------- | --------- | ------- |
| 2019 | Breakout Actor                        | Gangnam Beauty | Đoạt giải |         |
| 2019 | Best Idol Actor                       | Gangnam Beauty | Đề cử     |         |
| 2019 | Best Couple Award (with Im Soo-hyang) | Gangnam Beauty | Đề cử     |         |

### Tonton Anugerah Drama Sangat
| Năm  | Hạng Mục                         | Tác Phẩm Đề Cử | Kết Quả   | Ghi Chú |
| ---- | -------------------------------- | -------------- | --------- | ------- |
| 2023 | Popularity Award - K-Drama Actor |                | Đoạt giải |         |

### Yahoo!Asia Buzz Awards
| Năm  | Hạng Mục                   | Tác Phẩm Đề Cử | Kết Quả   | Ghi Chú |
| ---- | -------------------------- | -------------- | --------- | ------- |
| 2018 | Most Searched Rookie Actor | Gangnam Beauty | Đoạt giải | [ 17 ]  |

## Tôn vinh

### Forbes
| Trang  | Năm  | Danh sách                              | Hạng | Chú thihcs |
| ------ | ---- | -------------------------------------- | ---- | ---------- |
| Forbes | 2021 | Những ngôi sao quyền lực nhất Hàn Quốc | 17   | [ 18 ]     |